# Hendekagram
Hendekagram je zvezdni mnogokotnik, ki ima enajst oglišč.

## Oblike hendekagramov
Znane so štiri pravilne oblike hendekagramov, ki imajo Schläflijeve simbole {11/2}, {11/3}, {11/4} in {11/5}.

## Graf
Pravilni sedemkotnik in hendekagram lahko kombiniramo in dobimo polni graf z enajstimi oglišči. To je tudi graf za 10-simpleks v poševni ortokonalni projekciji
| 10-simpleks (10D) |